# Легенда о Лу Сяофэне: Вышивающий грабитель
«Легенда о Лу Сяофэне: Вышивающий грабитель» (кит. 陸小鳳傳奇之綉花大盜) или «Клан амазонок» (англ. Clan of Amazons) — художественный фильм 1978 года с участием Лю Юна, снятый Чу Юанем на студии братьев Шао. Экранизация одного из произведений серии романов о Лу Сяофэне Гу Луна.

## Сюжет
Фильм начинается со сцен ограбления, совершённых вышивающим грабителем: во время ограблений бандит вышивает, а затем ослепляет своих жертв вязальными иглами. Люди из резиденции Пиннань, чья сокровищница также была ограблена вышивальщиком, обращаются к эксперту по кунг-фу и детективу Лу Сяофэну, который впоследствии сотрудничает с героиней Сюэ Бин, чтобы раскрыть дело. Их единственной зацепкой является кусок шёлка, оторванный от пары красных туфель. События ведут героев к многочисленным приключениям в преступном мире, где каждый не является тем, кем кажется, до тех пор, пока они не раскрывают общество Красных Туфель, состоящее из одних женщин, которое грабит богачей и помогает беднякам.

## Актёрский состав
- Лю Юн — Лу Сяофэн[англ.] (陸小鳳)
- Юэ Хуа[англ.] — Хуа Маньлоу (花滿樓)
- Лин Юнь[англ.] — Цзинь Цзюлин (金九齡)
- Цзин Ли[англ.] — Сюэ Бин (薛冰)
- Ши Сы[англ.] — Цзян Цинся (江輕霞)
- Манна Чань[кит.] — госпожа Гунсунь (公孫大娘)
- Чён Ин[англ.] — змеиный ван (蛇王)
- Дебора Ли[кит.] — Оуян Цин (歐陽情)
- Норман Чхёй[фр.] — Цзян Чунвэй (江重威)
- Нгай Фэй — Сыкун Чжайсин (司空摘星)
- Лю Хуэйлин — пятая сестра Гунсунь (公孫五妹)
- Чжуан Ли — шестая сестра Гунсунь (公孫六妹)
- Ку Куньчун[кит.] — Мэн Вэй (孟偉)
- Лам Файвон — Сыкун Чжайхуа (司空摘花)
- Кара Хуэй — седьмая сестра Гунсунь (公孫七妹)
- Оуян Шафэй — госпожа Сюэ (薛老夫人)
- Ян Чжицин — Чан Маньтянь (常漫天)
- Тереза Ха[кит.] — вторая сестра Гунсунь (公孫二娘)
- Цзин Мяо — отшельник Кугуа (苦瓜居士)

## Сборы
Премьера в прокате Гонконга состоялась 19 февраля 1978 года. После десяти дней кинопроката на больших экранах «Легенда о Лу Сяофэне: Вышивающий грабитель» собрал 1 635 936,60 HK$.

## Отзывы
Кинокритик Эндрю Прагасам, выставляющий свои рецензии на сайте The Spinning Image, очень сдержанно оценил картину.

## Продолжение
В 1981 году студия братьев Шао выпустила фильм «Лу Сяофэн: До и после поединка» (кит. 陸小鳳之決戰前後, англ. The Duel of the Century), в котором главную роль вновь исполнил Энтони Лау, а режиссёром и сценаристом также выступил Чу Юань.